# إن كان الكلام من فضة فالصمت من ذهب
إن كان الكلام من فضة فالصمت من ذهب. (بالإنجليزية: "Speech is silver, silence is golden")‏ هو مثل يمجد قيمة الصمت على الكلام. من المرجح أن صيغته الحديثة قد صيغت وتشكلت في الثقافة العربية، حيث جرى استخدامه في وقت مبكر من القرن التاسع. وفكرة المثل تضارع التلمود قِدَمًا. ومن صيغه الأكثر قدمًا باللغة الإنكليزية هي التي ذكرت في آثار الشاعر الإنكليزي تشوسر (1340-1400م). أما الصيغة الحديثة للمثل، فقد ورد ذكرها في مصنفات الكاتب توماس كارلايل.
يتجلى أثر الصمت في الأمثال والحكم بوصفه قيمة عظيمة في حياة الإنسان، ويظهر هذا في الأمثال العربية التي تدعو إلى حفظ اللسان كأفضل سلوك في التشجيع على الصمت والتروّي، أو الأمثال التي تعزز من قيمة الصمت، التي نجد فيها دلالة على الحكمة العميقة، كما يظهر في الآية 12 من سورة مريم. ويتعزز هذا المعنى بمثل آخر يشير إلى أن الإفراط في الكلام قد يكون له عواقب وخيمة إلى غير ذلك من الأمثلة.

## التاريخ
ذكرت الصيغة الأكثر قدمًا من هذا المثل، وهي: «رأس الفضائل حفظ اللسان.»، باللغة الإنكليزية في آثار الشاعر الإنكليزي تشوسر (1340-1400م). أما المثل في صيغته الحديثة فيعود إلى عام 1831، وذلك عندما قال الكاتب الإنكليزي توماس كارلايل في بعض مصنفاته: كما يقول النقش السويسري: «الكلام فضة، والسكوت من ذهب.» ويُشير المثل في سياقه الإنكليزي إلى معنى يكون فيه الصمت أبلغ وأسلم من الكلام والتفريج عن مكنون الصدر، لذلك فالسكوت من ذهب بينما الكلام من فضة.
ويُقابل هذا المثل القول العربي الذي تستخدمه العرب في أمثالها: «خير الخلال حفظ اللسان.» وهم يضربونه في معرض الحث على الصمت. ومن أمثالهم أيضًا قولهم: «الصمت حكم وقليل فاعله.» وكلمة الحكم هنا تشير إلى معنى الحِكمة، ومنه قوله تعالى: ﴿يَا يَحْيَى خُذِ الْكِتَابَ بِقُوَّةٍ وَآتَيْنَاهُ الْحُكْمَ صَبِيًّا ۝١٢﴾ [مريم:12]. ومن أمثالهم التي تتصل بهذا السياق قولهم: «مقتل الرجل بين فكيه.» ويشير المثل إلى معنى أنَّ الإنسان إذا أطلق لسانه في ما لا يعنيه أو ينبغي فسوف يتسبب في مقتله. ومن أمثالهم الأخرى قولهم: «سلامة الإنسان في حفظ اللسان.» ويشبه هذا قولنا اليوم: «إذا كان الكلام من فضة فالسكوت من ذهب.» ومن طريف ما قاله ميخائيل نعيمة تعليقًا على هذا المثل قوله: «إن يكن الصمت ذهبًا فما أغنى الخرسان».

## المعنى
يُقال إن «الكلام من فضة، والسكوت من ذهب» هو «ربما أشهر الأمثال المتعلقة بالصمت». وتشمل الأمثال المشابهة في اللغة الإنجليزية: «المياه الهادئة تجري بعمق» أو «المياه الساكِنة تغور عميقًا أو المياه العذبة تغور عميقًا» و«البراميل الفارغة تصدر ضجيجًا أكبر»، ويعتبر هذا المثل الأخير من التعابير الجميلة جدًّا، وهو يعني: «الناس الفارغين يتكلمون بصوت أعلى»، ومن الأمثال العربية التي تقابله البيت الشعري القائل: «ملأى السنابلُ تنحني بتواضُعٍ، والفارِغاتُ مِنهُنَّ شوامخُ».
ظهرت أمثال مشابهة في لغات أخرى، مثل المثل التلمودي باللغة الآرامية: «إن كانت الكلمة تساوي شيقلاً واحدًا، فالصمت يساوي شيقلين»، وقد تُرجِم هذا المثل إلى الإنجليزية في القرن السابع عشر. كما نجد الثناء على الصمت في أعمال أقدم بكثير، بما في ذلك الكتاب المقدس، على سبيل المثال: "كَثْرَةُ الْكَلاَمِ لاَ تَعْدَمُ مَعْصِيَةً، أَمَّا الضَّابِطُ شَفَتَيْهِ فَعَاقِلٌ" (الأمثال 10:19).

## الأصل والانتشار
وصف ريتشارد جينت في عام 1932 مثل «الفضة» و«الذهب» بأنه «من أصل شرقي». وفي عام 1999، أشار ديفيد ج. واسرستين إلى أن «الأصل الشرقي» الذي ذكره العديد من الكُتّاب السابقين كان على الأرجح مثل «الشيكلات» الآرامي، حيث يربط بين الكلام، والصمت، والقيمة النقدية. ومع ذلك، جادل واسرستين بأن مثل «الشيكلات» الآرامي - الذي نُشر بالفعل باللغة الإنجليزية بواسطة جون راي في مجموعة أمثال إنجليزية عام 1678 - كان مرتبطًا وربما يشترك في نفس الأصل القديم، لكنه يختلف عن النسخة الموجودة في الثقافة الأوروبية التي تستخدم مصطلحات «الفضة» و«الذهب». تتبع واسرستين النسخة الأخيرة إلى الثقافة العربية، ولاحظ أنها استخدمت على نطاق واسع في العربية لقرون، حيث تم تسجيلها في كتابات العالم المسلم في القرن الحادي عشر الراغب الأصفهاني والكاتب في القرن التاسع الجاحظ (الذي كتب: «إذا كان الكلام من فضة فالسكوت من ذهب»). وكان مثل «الفضة» و«الذهب» معروفًا أيضًا في الأندلس الإسلامية، حيث سُجل في القرن الحادي عشر بواسطة ابن حيان القرطبي.
نُسب هذا المثل إلى الملك سليمان في بعض الأعمال العربية، لكن واسرستين يشير إلى أنه لا يوجد دليل موثوق على هذا الأصل، حيث لم يُعثر على أي نسخة يهودية قديمة من المثل تستخدم مصطلحات «الفضة» و«الذهب». كما يلاحظ أن بعض الأعمال العربية الأخرى، وبدون أدلة موثوقة، نسبت المثل «الفضة» و«الذهب» إلى لقمان الحكيم. ويستنتج واسرستين أن الأصل الحقيقي قد فُقد في التاريخ، بينما نسبته أقدم المصادر الباقية ببساطة إلى «حكماء القدماء».
من المحتمل أن يكون المثل، وفقًا لواسرستين، في نسخته «الفضة» و«الذهب» قد دخل إلى الثقافة الغربية من خلال عمل يهودي إسباني من القرن الرابع عشر، سانتوب دي كاريون، المعروف أيضًا باسم شيم طوب بن إسحاق أردوتييل، وهو كاتب ومترجم عبري للنصوص العربية؛ وخلال القرون التالية، انتشر استخدامه في اللغة الإسبانية ومن ثم في اللغات الأوروبية الأخرى.
أصبح المثل شائعًا في ألمانيا في أوائل القرن التاسع عشر وفقًا لجينت، ثم انتشر إلى اللغة الإنجليزية، وربما كان ذلك من خلال المهاجرين الألمان في الولايات المتحدة. يذكر واسرستين أن أول استخدام مسجل له باللغة الإنجليزية كان في رواية «سارتور ريسارتوس» (1833-34) للكاتب توماس كارليل، الذي نسبه لأسباب غير معروفة إلى «نقش سويسري». ومع ذلك، تم طباعة قول مشابه، «الكلام فضة، الصمت ذهب»، ونسبه إلى «مثل يوناني»، باللغة الإنجليزية في وقت مبكر من عام 1818 في مجموعة أعادت طباعة مواد من «الأبحاث في اليونان» (1814) لويليام مارتن ليك.
أصول المثل وتاريخ ظهوره المبكر في اللغة الإنجليزية كانت محط اهتمام الجمهور الإنجليزي في النصف الثاني من القرن التاسع عشر، حيث نُوقش الموضوع في سلسلة من المراسلات في المجلة الأدبية «الملاحظات والاستفسارات». وقد علّق العديد من المساهمين على هذه المسألة في سياق كتاب كارليل.